# Verdammt in alle Ewigkeit
Verdammt in alle Ewigkeit ist ein US-amerikanisches Militärdrama aus dem Jahr 1953 von Fred Zinnemann. Als literarische Vorlage diente der gleichnamige Roman von James Jones.

## Handlung
Hawaii, Sommer 1941: Der Soldat Robert E. Lee Prewitt meldet sich in der Schofield-Kaserne zum Dienst. Sein Vorgesetzter, Captain Dana Holmes, hat den Ehrgeiz, die beste Boxstaffel der Garnison vorweisen zu können. Prewitt gilt als bester Mittelgewichtler der Garnison, weshalb er Holmes zunächst sehr willkommen ist. Zu seiner Enttäuschung muss Holmes jedoch feststellen, dass Prewitt nicht mehr boxen will, nachdem er zuvor versehentlich einen Kameraden blindgeschlagen hatte. Daraufhin machen Holmes und die Mitglieder der Boxstaffel Prewitt das Leben zur Hölle, dennoch bleibt er bei seiner ablehnenden Haltung. Nur in dem fröhlichen, italienisch-amerikanischen Soldaten Maggio findet er einen Freund. Auch der Spieß der Kompanie namens Milton Warden verhält sich Prewitt gegenüber fair, obwohl er Prewitts ablehnende Haltung gegen das Boxen nicht verstehen kann. Warden muss als Stellvertreter von Holmes alles erledigen, was eigentlich die Aufgabe des faulen und trinkenden Captains wäre.
Holmes’ Ehefrau Karen kommt öfter zur Kaserne, um ihren Ehemann zu sehen, der dort jedoch selten anzutreffen ist. Folglich ist Warden ihr Ansprechpartner, und er interessiert sich für Karen Holmes, obwohl es um ihr Privatleben viele Gerüchte gibt. Zwischen Warden und Karen entwickelt sich eine Affäre. Sie treffen sich heimlich, schwimmen im Ozean, liegen am Strand, überspült von den Wogen des Meeres. Er erfährt ihre Geschichte: Sie hat ein Kind verloren, weil ihr Mann, als sie ihn gebraucht hätte, bei einer anderen Frau war. Anschließend konnte sie keine Kinder mehr bekommen und sie tröstete sich wahllos mit anderen Männern.
An den freien Tagen vergnügen sich Prewitt und Maggio wie auch die anderen US-Soldaten in einem Gentlemen’s Club. Prewitt verliebt sich in Lorene, die dort arbeitet, um sich dann mit dem verdienten Geld in Amerika wieder ein besseres Leben aufzubauen. Im Lokal kommt es zum wiederholten Male zu einer Auseinandersetzung zwischen Maggio und „Fatso“ Judson, dem Sergeant des Armeegefängnisses. Nur das Einschreiten von Warden verhindert Schlimmeres. Als Sergeant Galovitch im Boxring absichtlich den Schmutzeimer umstößt, weigert sich Prewitt aufzuwischen, doch Warden rettet ihn vor einer Anklage vor dem Kriegsgericht wegen Befehlsverweigerung. Als ihn Galovitch erneut demütigt, lässt sich Prewitt zu einem Boxkampf mit bloßen Fäusten provozieren. Holmes wird benachrichtigt, beobachtet aber erst den Kampf, bevor er einschreitet.
Maggio verlässt unerlaubt seinen Wachdienst und leistet bei seiner Festnahme völlig betrunken Widerstand. Er wird vom Kriegsgericht zu sechs Monaten Arrest verurteilt und hat es nun mit Fatso zu tun, der die lang ersehnte Gelegenheit nutzt, es seinem Gefangenen mit brutalen Methoden heimzuzahlen. Maggio gelingt es zu fliehen, verletzt sich jedoch auf der Flucht schwer. Mit letzter Kraft erreicht er Prewitt und sinkt sterbend in seine Arme. Prewitt rächt den Tod seines Freundes. Zwischen ihm und Fatso kommt es zu einer Messerstecherei. Während Fatso stirbt, wird Prewitt schwer verletzt. Er versteckt sich bei Lorene, die ihn pflegt. Captain Holmes ist mittlerweile wegen seiner Haltung im Fall Prewitt degradiert worden. Warden will Karen heiraten, aber sie verlangt von ihm, die Offizierslaufbahn einzuschlagen. Das wiederum will er nicht, er hasst Offiziere. Dann kommt der Angriff auf Pearl Harbor am 7. Dezember 1941: Die Japaner greifen die US-amerikanische Kaserne sowie den Hafen an und versenken US-amerikanische Schlachtschiffe. Prewitt hört die Nachrichten und will trotz seiner Verletzung zu seiner Einheit zurück. Aber er erreicht sie nicht mehr, denn infolge eines Missverständnisses wird er von einer Streife erschossen. In der letzten Szene verlassen Karen und Lorene Hawaii mit dem Schiff.

## Hintergrund
| Figur                | Darsteller         | Deutscher Sprecher    |
| -------------------- | ------------------ | --------------------- |
| Sgt. Milton Warden   | Burt Lancaster     | Wolfgang Lukschy      |
| Robert Lee Prewitt   | Montgomery Clift   | Dietrich Haugk        |
| Karen Holmes         | Deborah Kerr       | Marianne Kehlau       |
| Alma „Lorene“ Burke  | Donna Reed         |                       |
| Angelo Maggio        | Frank Sinatra      | John Pauls-Harding    |
| Captain Dana Holmes  | Philip Ober        | Siegfried Schürenberg |
| James „Fatso“ Judson | Ernest Borgnine    | Wolfgang Eichberger   |
| Corporal Buckley     | Jack Warden        | Walter Clemens        |
| Sergeant Leva        | Mickey Shaughnessy | Gert Fröbe            |
| Sergeant Galovitch   | John Dennis        | Wolfgang Büttner      |

Der Originaltitel von Roman und Film, From Here to Eternity, entstammt einem Gedicht von Rudyard Kipling, das als Soldatenlied mehrfach vertont wurde. Der deutsche Titel übersetzt die vollständige Kipling-Zeile „damned from here to eternity“, während Jones davon ausgehen konnte, dass im angelsächsischen Sprachraum das erste Wort vom Publikum in Gedanken ergänzt würde. Jones’ Roman galt als einer der großen Bestseller zu Beginn der 1950er Jahre, jedoch nicht als geeigneter Stoff für eine Verfilmung. Dennoch kaufte der Chef von Columbia Pictures, Harry Cohn, für 87.000 $ die Rechte. Der fertige Film weicht teilweise von der literarischen Vorlage ab.
Probleme tauchten bei der Besetzung auf. Cohn wollte unbedingt Columbia-Schauspieler einsetzen, um die Produktionskosten gering zu halten. Er schlug daher zunächst Aldo Ray oder John Derek für die Rolle vor, die dann Montgomery Clift spielte. Edmond O’Brien war für Burt Lancasters Rolle vorgesehen. Die Rolle der gelangweilten Offiziersgattin wurde Joan Crawford angeboten. Diese lehnte jedoch ab; angeblich, weil das Studio Wünschen hinsichtlich ihrer Garderobe nicht entgegenkam. Auch Rita Hayworth war für die Rolle im Gespräch, sagte aber ebenfalls ab.
Bereits legendär sind die Bemühungen um die Besetzung der Rolle des Angelo Maggio. Frank Sinatra wusste früh von der Verfilmung und wollte unbedingt besetzt werden. Seine Karriere schien zu diesem Zeitpunkt jedoch bereits an ihrem Ende angelangt. Eli Wallach war für die Produzenten und auch für den Regisseur Zinnemann die erste Wahl. Sinatra bot sogar an, die Rolle ohne Gage zu übernehmen. Als Wallach dann schließlich absagte, da er lieber in einem neuen Tennessee-Williams-Stück am Broadway auftreten wollte, erhielt Sinatra die Rolle für nur 8.000 $ Gage. Zum Vergleich: Clift erhielt 150.000 $, Lancaster 120.000 $ Gage.
Der Film wurde in Schwarzweiß auf Hawaii an Originalschauplätzen gedreht. Die Dreharbeiten vor Ort dauerten 41 Tage. Die United States Army sollte, wie bei Kriegsfilmen üblich, die Dreharbeiten in technischer Hinsicht unterstützen. Jedoch verlangte die Army Änderungen am Drehbuch. In der Romanvorlage wird Dana Holmes von den Vorgesetzten befördert, die Armee empfand dieses Vorgehen aber als armeefeindlich. Im Film wird Holmes daher dazu gedrängt, seinen Abschied einzureichen.
Die Produktionskosten beliefen sich auf 2 Mio. $, an den Kinokassen spielte der Film 18 Mio. $ ein. Er war damit an zehnter Stelle der erfolgreichsten Filme der 1950er Jahre.
Das Trompetensolo Taps – der Zapfenstreich – von Montgomery Clift im Kasernenhof gespielt, war ein beliebter Musiktitel in Radiosendungen der 1950er Jahre. Der Sänger Merle Travis hatte eine Nebenrolle als Soldat und sang in zwei Szenen den Reenlistment Blues.
Die berühmte (damals unerhörte) Strandszene wird zitiert im Film Das verflixte 7. Jahr. Sie wird außerdem parodiert in Die unglaubliche Reise in einem verrückten Flugzeug.

## Kritiken
Verdammt in alle Ewigkeit war bei seiner Veröffentlichung sehr beliebt bei Kritikern, heute wird der Film auch noch überwiegend positiv gesehen. Der US-amerikanische Aggregator Rotten Tomatoes klassifiziert den Film als „Zertifiziert Frisch“. Der Kritikerkonsens schreibt: „Er ist vielleicht schlecht gealtert, aber diese langsame Weltkriegsromanze bleibt ein ikonischer, gut geschauspielerter Film, der besonders starke Darstellungen von Burt Lancaster und Montgomery Clift enthält.“

„Die vielfach ausgezeichnete Verfilmung des Bestsellers von James Jones durch Fred Zinnemann – einer der besten Männerfilme Hollywoods.“

## Auszeichnungen
Academy Award
Der Film wurde 1954 mit 8 Oscars ausgezeichnet bei insgesamt 13 Nominierungen. In folgenden Kategorien gewann der Film:
- Bester Film
- Bester Nebendarsteller (Frank Sinatra)
- Beste Nebendarstellerin (Donna Reed)
- Bester Regisseur (Fred Zinnemann)
- Beste Kamera
- Bester Schnitt
- Bestes Drehbuch
- Bester Ton

Nominiert waren Burt Lancaster und Montgomery Clift als bester Hauptdarsteller, Deborah Kerr als beste Hauptdarstellerin, die Musik und das Kostümdesign (Schwarz-Weiß-Film).
Golden Globe Award
Der Film erhielt zwei Golden Globes: Fred Zinnemann für die beste Regie und Frank Sinatra für die beste Nebenrolle in einem Drama.
Internationale Filmfestspiele von Cannes 1954
Auf dem Filmfestival in Cannes erhielt Fred Zinnemann 1954 einen Spezialpreis für seine Arbeit an diesem Film
Library of Congress
Aufnahme in das National Film Registry 2002